# Puchar Świata w biegach narciarskich 2013/2014 – Nové Město
Szóste zawody Pucharu Świata w biegach narciarskich w sezonie 2013/2014 odbyły się w czeskim Novym Měscie. Konkurencje zostały rozegrane 11 i 12 stycznia 2014. Zawodnicy rywalizowali w sprintach indywidualnych stylem dowolnym i drużynowych stylem klasycznym.

## Program zawodów
| Dzień       | Konkurencja                              | Początek  | Liczba uczestników |
| ----------- | ---------------------------------------- | --------- | ------------------ |
| 11 stycznia | Sprint kobiet st. dowolnym               | 16:00 CET | 70                 |
| 11 stycznia | Sprint mężczyzn st. dowolnym             | 16:00 CET | 90                 |
| 12 stycznia | Sprint drużynowy kobiet st. klasycznym   | 11:40 CET | 50                 |
| 12 stycznia | Sprint drużynowy mężczyzn st. klasycznym | 11:40 CET | 64                 |

## Wyniki

### Sprint kobiet
| Pozycja | Zawodniczka              | Reprezentacja     | Wynik        | Strata |
| ------- | ------------------------ | ----------------- | ------------ | ------ |
| złoto   | Kikkan Randall           | Stany Zjednoczone | Finał        | 2:44,0 |
| srebro  | Laurien van der Graaff   | Szwajcaria        | Finał        | +1,7   |
| brąz    | Ingvild Flugstad Østberg | Norwegia          | Finał        | +1,9   |
| 4.      | Gaia Vuerich             | Włochy            | Finał        | +2,5   |
| 5.      | Denise Herrmann          | Niemcy            | Finał        | +2,5   |
| 6.      | Ida Ingemarsdotter       | Szwecja           | Finał        | +4,1   |
|         |                          |                   |              |        |
| 7.      | Jennie Öberg             | Szwecja           | Półfinał (1) | —      |
| 8.      | Celine Brun-Lie          | Norwegia          | Półfinał (2) | —      |
| 9.      | Stina Nilsson            | Szwecja           | Półfinał (2) | —      |
| 10.     | Mona-Liisa Malvalehto    | Finlandia         | Półfinał (1) | —      |
| 11.     | Katja Višnar             | Słowenia          | Półfinał (1) | —      |
| 12.     | Kathrine Rolsted Harsem  | Norwegia          | Półfinał (2) | —      |
| ...     |                          |                   |              |        |
| 34.     | Justyna Kowalczyk        | Polska            | Eliminacje   | —      |
| 52.     | Agnieszka Szymańczak     | Polska            | Eliminacje   | —      |

### Sprint mężczyzn
| Pozycja | Zawodnik            | Reprezentacja | Wynik           | Strata |
| ------- | ------------------- | ------------- | --------------- | ------ |
| złoto   | Siergiej Ustiugow   | Rosja         | Finał           | 2:54,6 |
| srebro  | Federico Pellegrino | Włochy        | Finał           | +0,2   |
| brąz    | Aleksandr Panżynski | Rosja         | Finał           | +0,6   |
| 4.      | Eirik Brandsdal     | Norwegia      | Finał           | +2,1   |
| 5.      | Nikołaj Moriłow     | Rosja         | Finał           | +2,2   |
| 6.      | Teodor Peterson     | Szwecja       | Finał           | +2,7   |
|         |                     |               |                 |        |
| 7.      | Finn Hågen Krogh    | Norwegia      | Półfinał (2)    | —      |
| 8.      | Cyril Miranda       | Francja       | Półfinał (2)    | —      |
| 9.      | Anton Lindblad      | Szwecja       | Półfinał (2)    | —      |
| 10.     | Nikita Kriukow      | Rosja         | Półfinał (1)    | —      |
| 11.     | Martti Jylhä        | Finlandia     | Półfinał (2)    | —      |
| 12.     | Ola Vigen Hattestad | Norwegia      | Półfinał (1)    | —      |
| ...     |                     |               |                 |        |
| 16.     | Maciej Staręga      | Polska        | Ćwierćfinał (5) | —      |
| 56.     | Paweł Klisz         | Polska        | Eliminacje      | —      |
| 62.     | Maciej Kreczmer     | Polska        | Eliminacje      | —      |

### Sprint drużynowy kobiet
| Pozycja | Zawodniczki                                     | Reprezentacja     | Wynik      | Strata |
| ------- | ----------------------------------------------- | ----------------- | ---------- | ------ |
| złoto   | Maiken Caspersen Falla Ingvild Flugstad Østberg | Norwegia I        | 20:58,47   | —      |
| srebro  | Mona-Liisa Malvalehto Aino-Kaisa Saarinen       | Finlandia         | 21:02,27   | +3,80  |
| brąz    | Jewgienija Szapowałowa Julija Iwanowa           | Rosja II          | 21:03,03   | +4,56  |
| 4.      | Anastasija Docenko Natalja Matwiejewa           | Rosja I           | 21:24,48   | +26,01 |
| 5.      | Kathrine Rolsted Harsem Celine Brun-Lie         | Norwegia II       | 21:25,17   | +26,70 |
| 6.      | Ida Sargent Sophie Caldwell                     | Stany Zjednoczone | 21:32,65   | +34,18 |
| 7.      | Alenka Čebašek Katja Višnar                     | Słowenia          | 21:33,88   | +35,41 |
| 8.      | Britta Norgren Hanna Erikson                    | Szwecja           | 21:38,16   | +39,69 |
| 9.      | Bettina Gruber Laurien van der Graaff           | Szwajcaria        | 21:43,91   | +45,44 |
| 10.     | Aurore Jean Célia Aymonier                      | Francja           | 21:53,34   | +54,87 |
| ...     |                                                 |                   |            |        |
| 16.     | Agnieszka Szymańczak Justyna Kowalczyk          | Polska            | Eliminacje | —      |

### Sprint drużynowy mężczyzn
| Pozycja | Zawodnicy                        | Reprezentacja     | Wynik      | Strata |
| ------- | -------------------------------- | ----------------- | ---------- | ------ |
| złoto   | Maksim Wylegżanin Nikita Kriukow | Rosja I           | 22:03,89   | —      |
| srebro  | Eldar Rønning Eirik Brandsdal    | Norwegia I        | 22:04,11   | +0,22  |
| brąz    | Pål Golberg Ola Vigen Hattestad  | Norwegia II       | 22:05,67   | +1,78  |
| 4.      | Martin Jakš Aleš Razým           | Czechy I          | 22:17,63   | +13,74 |
| 5.      | Simi Hamilton Andrew Newell      | Stany Zjednoczone | 22:18,17   | +14,28 |
| 6.      | Sebastian Eisenlauer Josef Wenzl | Niemcy I          | 22:18,24   | +14,35 |
| 7.      | Ueli Schnider Gianluca Cologna   | Szwajcaria I      | 22:24,82   | +20,93 |
| 8.      | Renaud Jay Cyril Miranda         | Francja I         | 22:25,97   | +22,08 |
| 9.      | David Hofer Federico Pellegrino  | Włochy I          | 22:30,36   | +26,47 |
| 10.     | Marcus Hellner Emil Jönsson      | Szwecja II        | 22:54,21   | +50,32 |
| ...     |                                  |                   |            |        |
| 15.     | Maciej Kreczmer                  | Polska I          | Eliminacje | —      |
| 30.     | Jan Antolec Sebastian Gazurek    | Polska II         | Eliminacje | —      |